# 瓜拉西
瓜拉西是巴西巴拉那州的一个市镇。总面积211.733平方公里，总人口5163人，人口密度24.4人/平方公里。